# جوستين باول
جوستين باول (17 نوفمبر 1972 في نيوزيلندا - ) (بالإنجليزية: Justin Paul)‏ هو لاعب كريكت نيوزلندي.

## وصلات خارجية
- جوستين باول على موقع إي آس بي آن كريك إنفو (الإنجليزية)